# Томас Хауген
Томас Тормодсетер Хауген (на норвежки: Tomas Thormodsæter Haugen, под псевдонима Самот (Samoth)) е норвежки музикант, китарист, член на Scum и The Wretched End. Бивш член на Arcturus, Embryonic, Emperor, Gorgoroth, Satyricon, Thou Shalt Suffer, Xerasia, Zyklon, Zyklon-B. Бил е гост музикант в Burzum, Hagalaz' Runedance, Ildjarn, Satyricon, Sirius, Ulver.

## Биография
Томас Хауген е роден на 9 юни 1974 година в град Хамерфест, Норвегия.

## Дискография
Scum
- Protest Life (сингъл) – китара (2005)
- Gospels for the Sick – китара (2005)

The Wretched End
- The Armageddonist / Of Men and Wolves (EP) – китара (2010)
- Ominous – китара (2010)
- Inroads – китара (2012)

### Бивши групи
Embryonic
- The Land of the Lost Souls – китара, бас (1990)

Thou Shalt Suffer
- 4-track rehearsal (демо) – бас (1991)
- Open the Mysteries of Your Creation (EP) – китара (1991)
- Into the Woods of Belia (демо) – барабани (1991)

Arcturus
- Constellation (EP) – китара, бас (1994)

Emperor
- In the Nightside Eclipse – китара (1994)
- Anthems to the Welkin at Dusk – китара, ударни инструменти (1997)
- IX Equilibrium – китара (1999)
- Prometheus – The Discipline of Fire & Demise – китара (2001)

Gorgoroth
- Promo '94 (демо) – бас (1994)
- Pentagram – бас (1994)

Zyklon-B
- Blood Must Be Shed (EP) – китара, бас (1995)
- Blood Must Be Shed / Wraths of Time (split) – китара, бас (1996)
- Necrolust / Total Warfare (split) – китара, бас (1999)

Zyklon
- World ov Worms – китара, бас (2001)
- Zyklon / Red Harvest (Split) – китара (2003)
- Aeon – китара (2003)
- Storm Detonation Live (DVD) – китара (2006)
- Disintegrate – китара (2006)

### Гост музикант
Ildjarn
- Seven Harmonies of Unknown Truths (демо) – вокал (1992)

Burzum
- Aske (EP) – бас (1993)

Satyricon
- The Shadowthrone – бас, китара (1994)

Hagalaz' Runedance
- The Winds that Sang of Midgard's Fate – виола (1998)

Ulver
- Themes from William Blake's The Marriage of Heaven and Hell – вокал (1998)

Sirius
- Spectral Transition – Dimension Sirius – бас (2001)